# Rittergut Jemmeritz
Das Rittergut Jemmeritz war ein historischer Gebäudekomplex in der Nähe des Ortsteils Kakerbeck der Stadt Kalbe (Milde) in der Altmark. Von 1833 bis zur Auflösung 1928 bildete das Rittergut den Mittelpunkt des Gutsbezirks Jemmeritz.

## Geschichte
Der erste Gutshof wurde von der Familie von Alvensleben zu Beginn des 17. Jahrhunderts auf der Feldflur in der Nähe eines ursprünglichen, wüst gefallenen Rundplatzdorfes, von dem sich nur eine Wassermühle mit Mühlteich erhalten hatte, als Vorwerk angelegt. Die an den Gutshof anstoßenden Äcker trugen den Namen Die Wohrte. Dort wird der alte Dorfkern vermutet. 
1655 fiel das Gut an die Linie Isenschnibbe derer von Alvensleben und gehörte 1745 zum Alvensleben'schen Rittergut Zichtau. 1807 wurde das Rittergut Jemmeritz an die Familie Wienecke verkauft, die es bis nach 1818 besaßen und es an die Familie Grothe veräußerte. Es folgten wechselnde Besitzer. 
Zum Gut gehörten 1801 eine Schäferei, eine Wassermühle am Mühlenbach, ein Forsthaus, eine Ziegelei und sechs Einlieger, 800 Morgen Holz und 16 Feuerstätten. 1833 schied das Rittergut aus dem Gemeindeverband aus und bildete bis zum 17. Oktober 1928 einen eigenen Gutsbezirk.
1880 existierte die Bezeichnung Rittergut Jemmeritz für den gleichnamigen Wohnplatz. Im selben Jahr verstarb der damalige Besitzer Wilhelm Bonness.
Der Gutsbesitzer C. August Damke, der das Rittergut zehn Jahre besaß, gründete um 1900 nordwestlich von Jemmeritz an der Landstraße die Kolonie Neu-Jemmeritz, das heutige Jemmeritz, während die ältere Ansiedlung den Namen Altjemmeritz erhielt. Sein Gedanke war, durch eine Rentengutskolonie die Ländereien von Jemmeritz wieder voll zu nutzen. Durch seinem Aufruf in verschiedenen Zeitungen konnte er 18 Besitzer gewinnen, denen er durch Vermittlung von finanziellen Mitteln zum Bau von eigenen Grundstücken verhalf. Damke errichtete 1908 neben dem bereits bestehenden Gutshauses auch ein neues Gutshaus in Form eines villenähnlichen Herrenhauses im englischen Stil mit einem Eckturm. 
1926 kaufte für 450.000 Reichsmark der letzte Besitzer des Gutes, der Generaldirektor Bruno Paul Reinicke aus Chicago, ein Deutsch-Amerikaner, das Schloss, welches seine Familie bewohnte. Die Familie ging nach dem Krieg wieder in die USA. 1945 wurde das Schloss geplündert und teilweise abgerissen. Heute ist nur noch ein Ruinenrest zu sehen.
Das alte Gutshaus, ein längliches Wohngebäude im Fachwerkstil, besteht hingegen noch.